# میخالا هارتیگووا
میخالا هارتیگووا (چکی: Michala Hartigová؛ زادهٔ ۱۴ نوامبر ۱۹۸۳) بازیکن بسکتبال زن اهل جمهوری چک است. وی در بازی‌های المپیک تابستانی ۲۰۰۴ و ۲۰۰۸ شرکت کرده‌است.